# William Foster (Illustrator)
William Foster FZS (* 6. Januar 1853 in London; † 24. Mai 1924 ebenda) war ein britischer Tierillustrator sowie Porträt-, Stillleben- und Landschaftsmaler. Er malte in Wasserfarben.

## Leben
Foster war der zweite Sohn des Malers und Holzschnitzers Myles Birket Foster (1825–1899). Er verbrachte seine Kindheit ab dem sechsten Lebensjahr in Witley in der Grafschaft Surrey. Beeinflusst vom Werk seines Vaters und dem von Thomas Bewick studierte Foster nach seinem Abschluss an der Guildford Grammar School einige Jahre an der Heatherley School of Fine Art. Foster lebte und arbeitete in London. Seine Werke wurden in der Royal Academy of Arts in London (z. B. Startlet Teal, 1874 und The Vain Jackdaw, 1877), in der Grosvenor Gallery in London  (Jays und Woodpigeons, 1885) und bei der New Watercolour Society ausgestellt. Später widmete sich Foster der wissenschaftlichen Illustration von Vögeln. Er erstellte einen Satz von 562 Zeichnungen von Vögeln Großbritanniens vom Ei, über alle Stadien der Gefiederentwicklung bis hin zum ausgewachsenen Vogel. Viele seiner Studien entstanden entweder im Feld oder im London Zoo. 
1880 wurde Foster auf Vorschlag von Richard Bowdler Sharpe Mitglied der British Ornithologists’ Union. 1895 wurde er Fellow der Zoological Society of London.
Foster illustrierte die Bücher Game birds of India, Burmah and Ceylon (1879–1881) von Allan Octavian Hume und Charles Henry Tilson Marshall, Coloured figures of the birds of the British Islands (Band 5, Tafel einer Waldschnepfe, 1888) von Lord Lilford, Nonsense Drolleries (1889) von Edward Lear, Follies, Foibles and Fancies of Fish, Flesh and Fowl (1889), A Frog He Would A-wooing Go (1890), Keeper Jocks (1904), British Birds in Their Haunts (1907/1922) von Jean Allan Owen sowie The Bird Book (1915) von May Byron. 
Foster widmete sich auch der Landschaftsmalerei, Porträts (z. B. Bäuerliches Leben, Bibelpanoramen), Stillleben sowie der Illustration von Kinderbüchern. 
Foster heiratete im Jahr 1904 seine Verlobte Mary Watson, die Nichte seiner Stiefmutter, mit der er in Petworth lebte. Er starb am 24. Mai 1924 in London nach langer Krankheit. 1946 wurden Aquarelle Fosters und Werke seines Vaters bei Christie’s versteigert.

## Galerie
Galerie mit Illustrationen von William Foster:

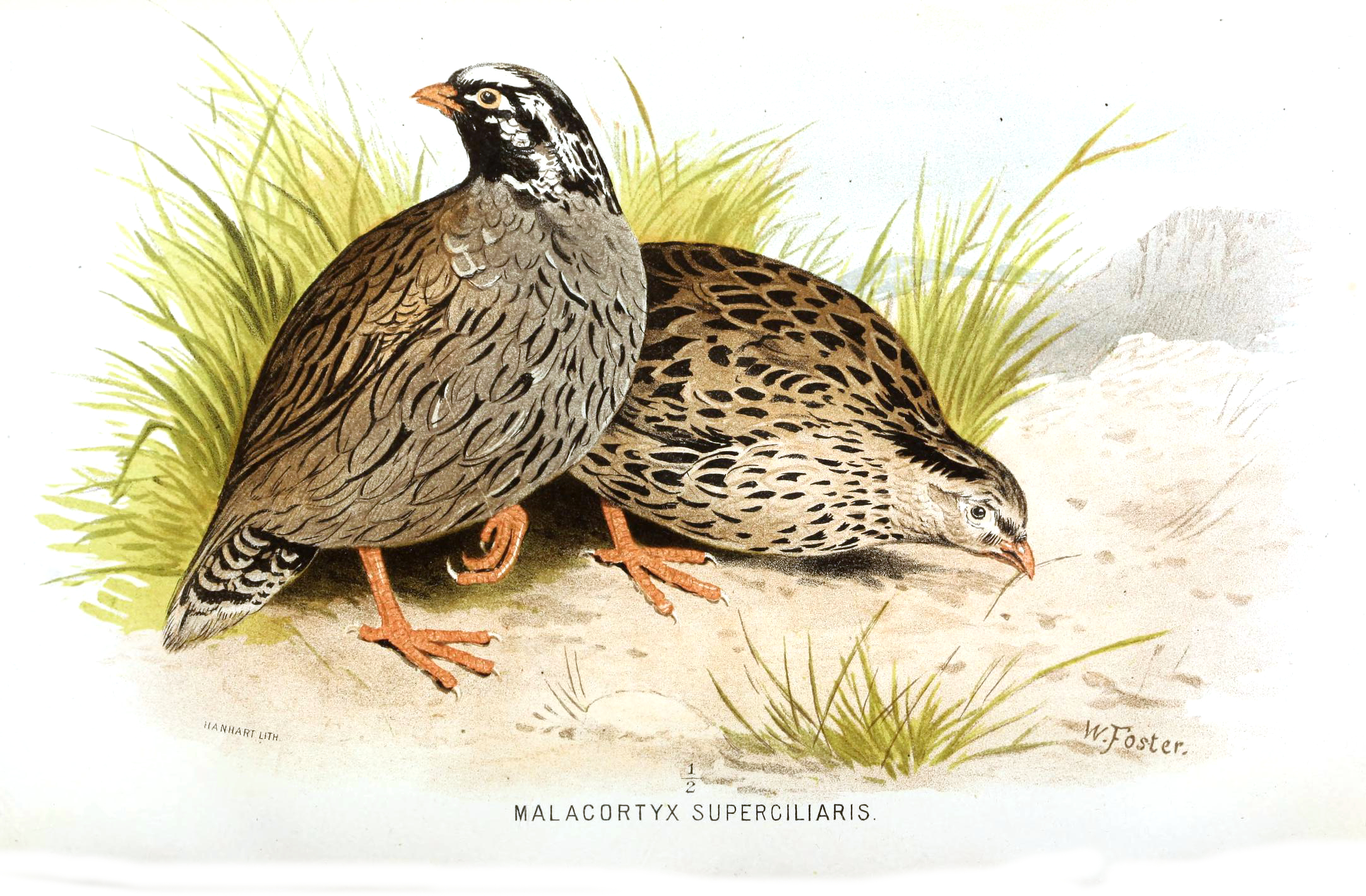
Himalayawachtel aus Allan Octavian Hume und Charles Henry Tilson Marshall: Game birds of India, Burmah and Ceylon, 1880
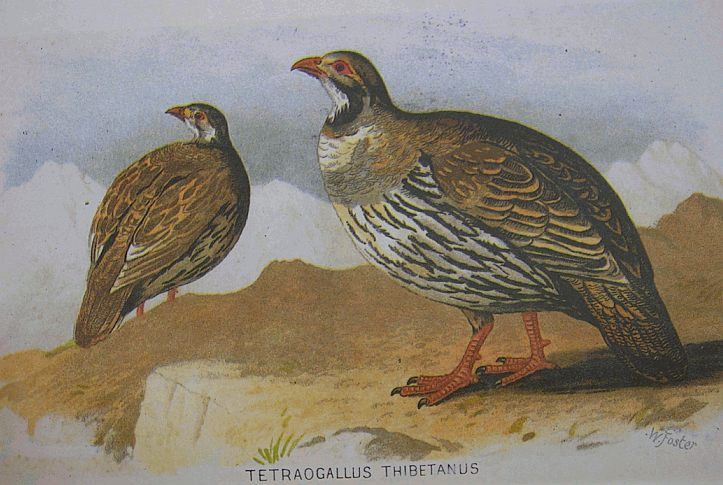
Tibetkönigshuhn aus Allan Octavian Hume und Charles Henry Tilson Marshall: Game birds of India, Burmah and Ceylon, 1880
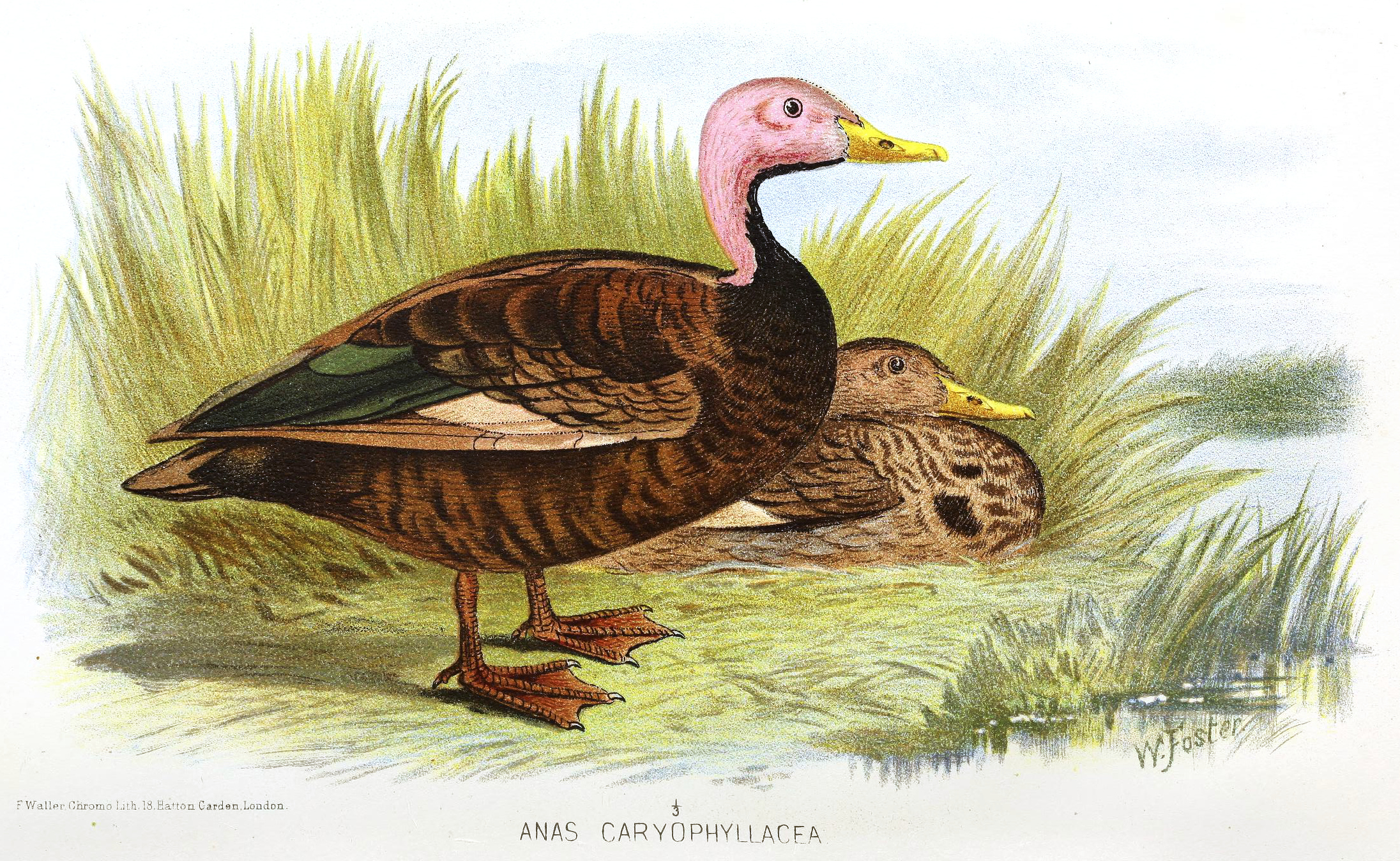
Rosenkopfente aus Allan Octavian Hume und Charles Henry Tilson Marshall: Game birds of India, Burmah and Ceylon, 1881
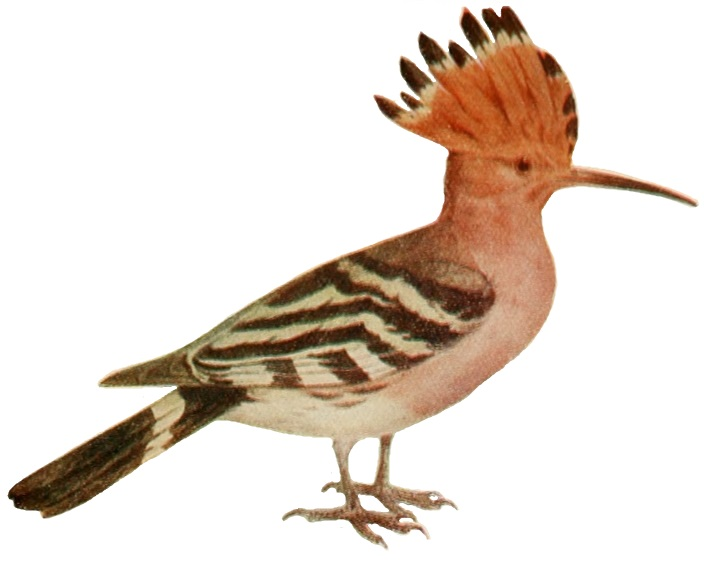
Wiedehopf aus Jean Allen Owen British Birds in their Haunts, 1922
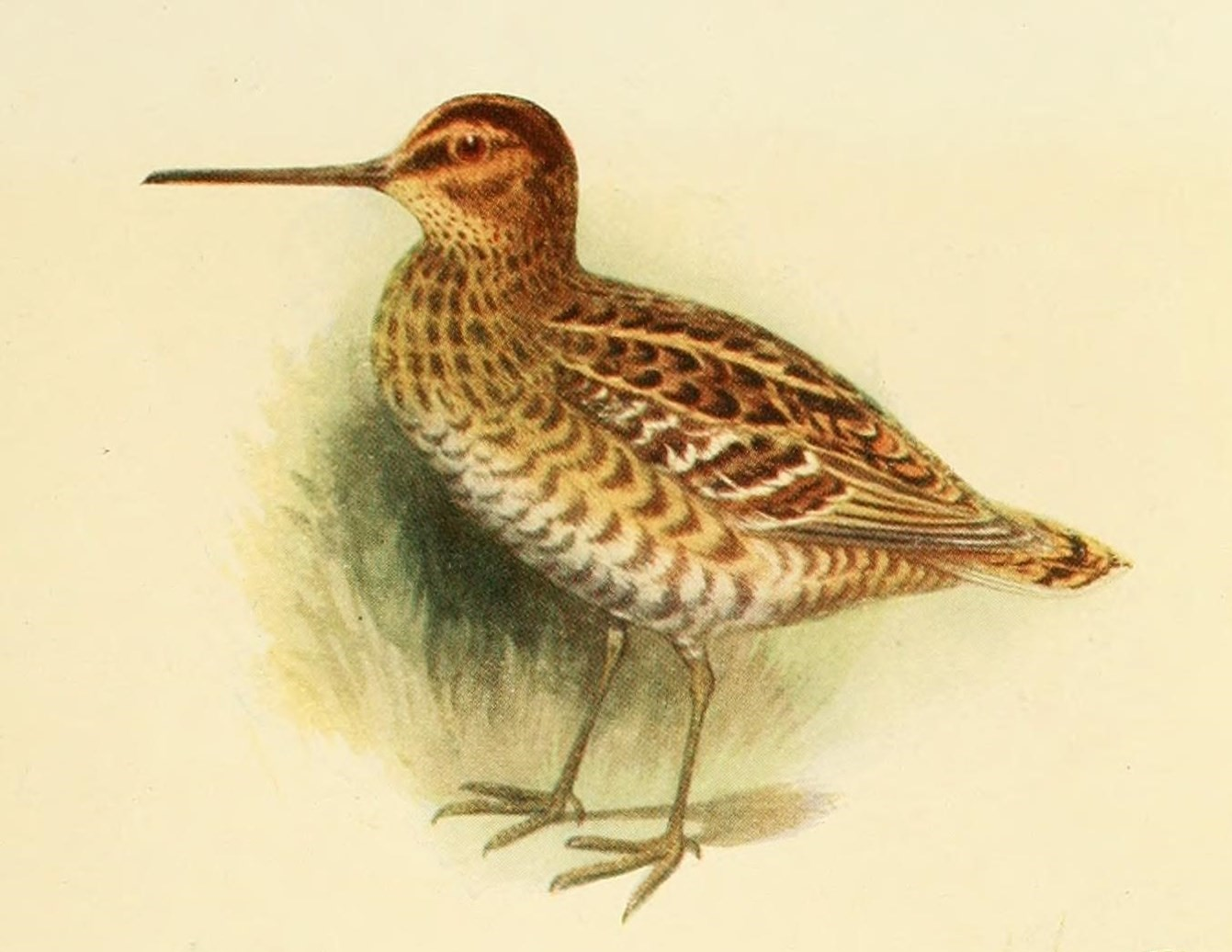
Doppelschnepfe aus Jean Allen Owen British Birds in their Haunts, 1922